# Yunior Díaz
Yunior Díaz (ur. 28 kwietnia 1987) – kubański lekkoatleta, dziesięcioboista.

## Osiągnięcia
- srebro mistrzostw panamerykańskich juniorów (Windsor 2005)
- srebrny medal mistrzostw Ameryki Środkowej i Karaibów (Hawana 2009)
- 9. miejsce podczas mistrzostw świata (Berlin 2009)
- złoty medalista mistrzostw Kuby (także w skoku w dal), w 2010 został mistrzem Ukrainy w siedmioboju

Okazjonalnie występuje także w kubańskiej sztafecie 4 × 400 metrów (m.in. podczas eliminacji na igrzyskach olimpijskich w 2008 i igrzyskach panamerykańskich w 2011)

## Rekordy życiowe
- dziesięciobój lekkoatletyczny – 8357 pkt. (2009)
- siedmiobój lekkoatletyczny – 5831 pkt. (2010)
- skok w dal – 8,02 (2013)
- bieg na 400 metrów – 46,15 (2009)